# Pondeuse de Zingem
Pour les articles homonymes, voir Poulet de chair de Zingem.
La pondeuse de Zingem (Zingems leghoen) est une race de poule domestique, reconnue en 1985 par la Commission Nationale Belge des Standards et originaire de la région de Zingem en Belgique.

## Description
C'est une volaille vive et familière, rustique et précoce, volant aisément, aimant la liberté, mais s'accommodant bien d'un espace réduit. Elle est de hauteur moyenne, plutôt forte, au corps rectangulaire avec une poitrine large et profonde, un dos plutôt long, un peu incliné, une queue développée et des pattes de longueur moyenne bien pliées. La crête est tombante chez la poule. C'est une bonne pondeuse qui a tendance à la couvaison.

## Origine
Cette race est originaire de Belgique, créée vers 1970 à Ouwegem dans la région de Zingem par D. Delaporte. Elle est issue de la braekel dorée et de la rhode-island au plumage acajou. 

## Standardofficiel
- Masse idéale : Coq : 2,5 kg ; Poule : 2 kg
- Crête : simple
- Oreillons : blancs à bleuâtre
- Couleur des yeux : foncés
- Couleur des tarses : ardoise
- Variétés de plumage : uniquement doré uni barré
- Œufs à couver : min. 65g, coquille brune
- Diamètre des bagues : Coq : 18mm ; Poule : 16mm

## Sources
- Le Standard officiel des volailles (Poules, oies, dindons, canards et pintades), édité par la SCAF.
- Le Standard des races belges (Belgique).